# اوفاغیم

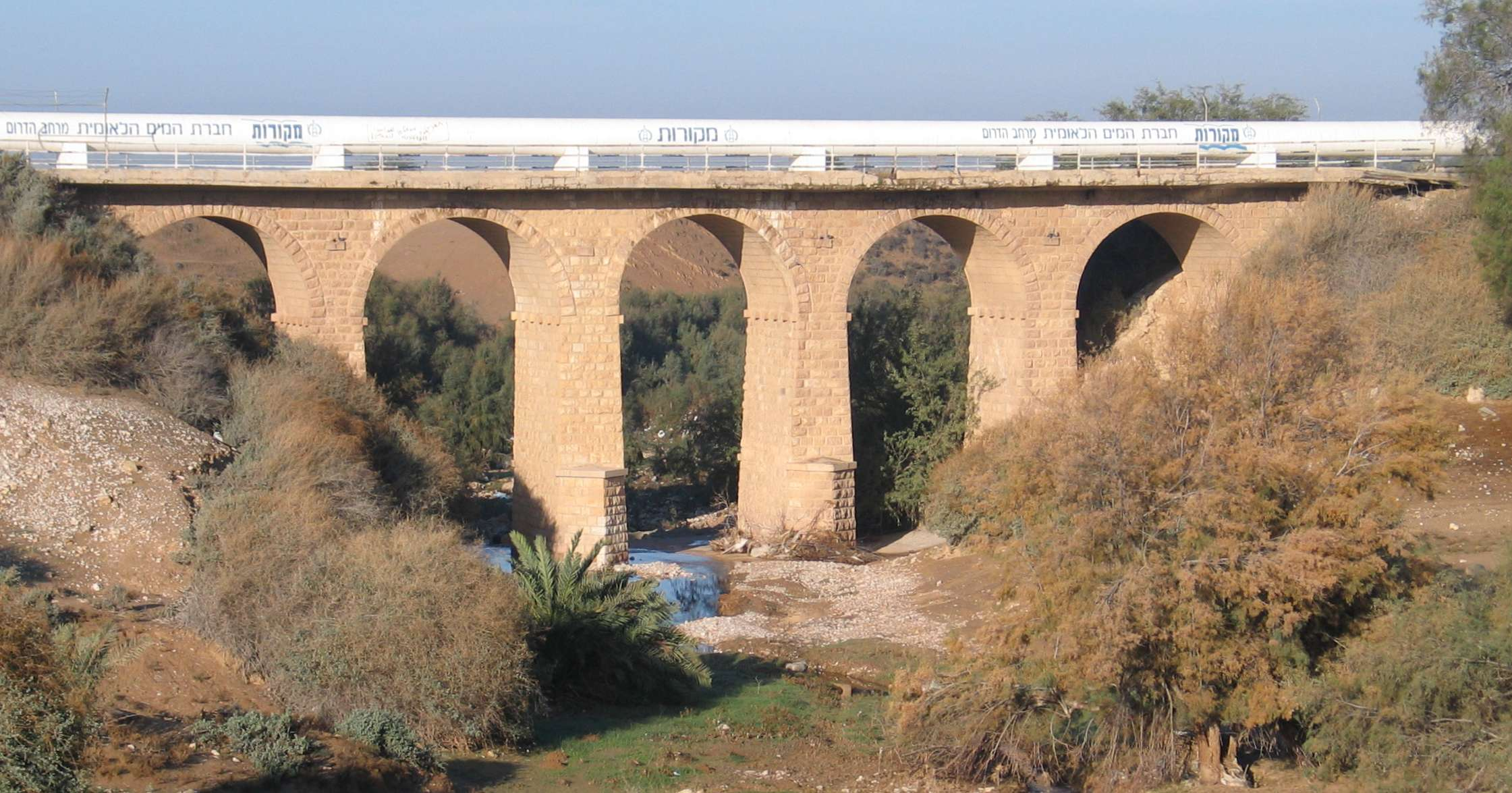
نمایی از پل راه‌آهن شهر اوفاغیم در استان جنوبی اسرائیل - ۲۰۰۹

اوفاغیم (در عبری: אופקים) نام شهری در استان جنوبی اسرائیل است که جمعیت آن در سال ۲۰۰۶ ۲۴٬۵۰۰ نفر و مساحت آن ۱۰،۲۷۳ کیلومتر مربع بوده است.